# Biserica „Înălțarea Domnului” din Zîmbreni
Biserica „Înălțarea Domnului” este o biserică amplasată în Zîmbreni, raionul Ialoveni, Republica Moldova. Este un monument arhitectural de importanță națională inclus în Registrul monumentelor Republicii Moldova ocrotite de stat cu nr. 801 (raionul Ialoveni). Datează din 1829.